# Copa da UEFS
Copa da UEFS de Futsal (oficialmente em inglês, UEFS Cup), às vezes conhecida como Recopa da Europa, é um torneio internacional de futebol de salão em que competem clubes europeus desta modalidade. Sua organização corre a cargo da União Europeia de Futebol de Salão (UEFS), filiada na AMF. Sua primeira edição aconteceu no ano de 1995.
Paralela a ela, existe desde 2002 a Copa da UEFA de futsal, organizada pela UEFA (filiada à FIFA).

## Torneio masculino

### Historial[1]
| Ano           | Sede          | Oro                    | Plata                                  | Bronce                     |
| ------------- | ------------- | ---------------------- | -------------------------------------- | -------------------------- |
| 1995 Detalhes | Sines         | Poligran Moscow        | Tenagil Badajoz                        | G.D. Os Encarnados         |
| 1997 Detalhes | Alcudia       | Fiesta-Atlan Kingisepp | Pretensats Ferriol Mallorca            | Vix Zilina                 |
| 1998 Detalhes | Neryungri     | Koncentrat Neryungri   | Perpetuum Bratislava                   | Ajax Kenitra               |
| 2000 Detalhes | Moscou        | Poligran Moscow        | Predefinição:PORTUGAL b G.D.R. Palhais | Energetik Novolukoml       |
| 2001 Detalhes | Alicante      | Universitet Vitebsk    | Juve Bratislava                        | Gest Alonso Expert Corbeta |
| 2003 Detalhes | Moscou        | Poligran Moscow        | Amsa FC                                | Universitet Vitebsk        |
| 2004 Detalhes | Baranovichi   | Impuls Yakutsk         | Mima-Mizuno Trnava                     | Poligran Moskva            |
| 2005 Detalhes | Badajoz       | Dinamo Moscow          | SEF Minsk                              | Antimuf Pardubice          |
| 2005 Detalhes | Minsk         | Koncentrat Neryungri   | Akademia Minsk                         | Morales                    |
| 2006 Detalhes | Brest         | Merkury Brest          | Dinamo Moscow                          | Arsenal Bela Cerkvev       |
| 2007 Detalhes | Lloret de Mar | Almaz Mirnyj           | Refordenia Alicante                    | Kominte Jestřabí           |
| 2008 Detalhes | Nowa Ruda     | Almaz Mirnyj           | Chemcomex Praha                        | Nizhnjaja Volga            |
| 2009 Detalhes | Amposta       | Niznja Volga           | Okhrana                                | Podvodnik                  |
| 2010 Detalhes | Praga         | Chemcomex Praha        | Nizhnjaja Volga                        | Volhov Velikij Novgorod    |
| 2011 Detalhes | Primorsko     | Taganskiy Ryad         | FC Volhov                              | VRZ Gomel                  |
| 2012 Detalhes | não disputado | não disputado          | não disputado                          | não disputado              |
| 2013 Detalhes | Biguglia      | Volga Saratov          | AMS Bastia Futsal                      | Spartak Moscow             |
| 2014 Detalhes | Lloret de Mar | Spartak Moscow         | Torpedo Mami-Moscow                    | New Beer House             |
| 2015 Detalhes | Lloret de Mar | Podvodnik              | Koska Taberna                          | EFS Ripoli                 |
| 2016 Detalhes | Lloret de Mar | Volna                  | Peña Recreativa San Feliu              | Torpedo Mami-Moscow        |

* Em 2005 se realizaram duas edições.

### Palmarés
| Equipe                 | Campeão              | Vice-campeão |
| ---------------------- | -------------------- | ------------ |
| Poligran Moskva        | 3 (1995, 2000, 2003) |              |
| Koncentrat Neryungri   | 2 (1998, 2005)       |              |
| Almaz Mirnyj           | 2 (2007, 2008)       |              |
| Dinamo Moskva          | 1 (2005)             | 1 (2006)     |
| Nizhnjaja Volga        | 1 (2009)             | 1 (2010)     |
| Chemcomex Praha        | 1 (2010)             | 1 (2008)     |
| Fiesta-Atlan Kingisepp | 1 (1997)             |              |
| Universitet Vitebsk    | 1 (2001)             |              |
| Impuls Yakutsk         | 1 (2004)             |              |
| Merkury Brest          | 1 (2006)             |              |
| Taganskiy Ryad         | 1 (2011)             |              |
| Volga Saratov          | 1 (2013)             |              |
| Spartak Moscow         | 1 (2014)             |              |
| Podvodnik              | 1 (2015)             |              |
| Volna                  | 1 (2016)             |              |